# Erissoides argentinus
Erissoides argentinus är en spindelart som beskrevs av Cândido Firmino de Mello-Leitão 1931. 
Erissoides argentinus ingår i släktet Erissoides och familjen krabbspindlar. Inga underarter finns listade i Catalogue of Life.